# Шенберг (Доња Баварска)
Шенберг (њем. Schönberg) град је у њемачкој савезној држави Баварска. Једно је од 25 општинских средишта округа Фрејунг-Графенау. Према процјени из 2010. у граду је живјело 3.861 становника. Посједује регионалну шифру (AGS) 9272147.

## Географски и демографски подаци
Шенберг се налази у савезној држави Баварска у округу Фрејунг-Графенау. Град се налази на надморској висини од 563 метра. Површина општине износи 32,7 km². У самом граду је, према процјени из 2010. године, живјело 3.861 становника. Просјечна густина становништва износи 118 становника/km².